# Balthasar II. Herold

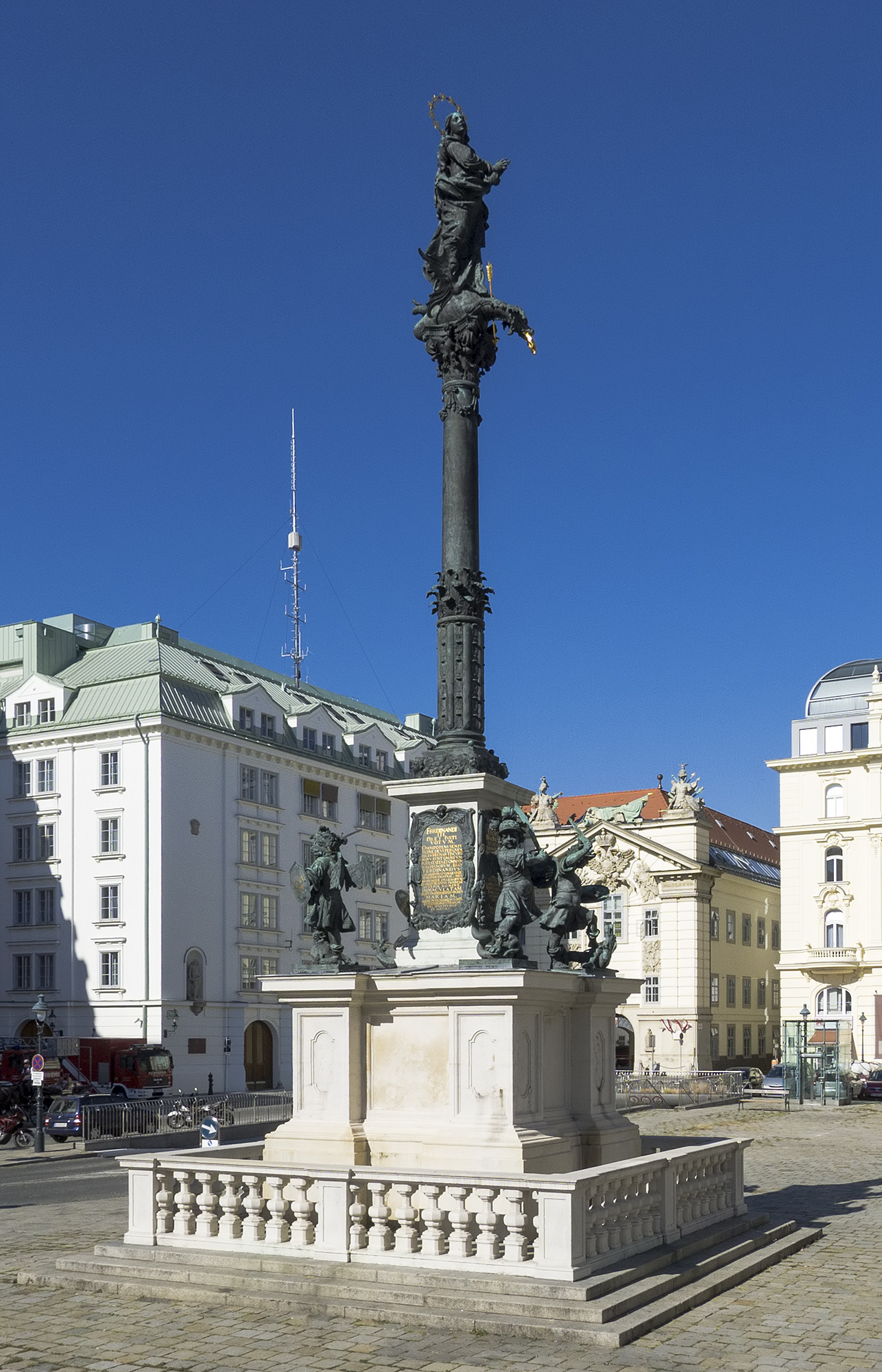
Die Mariensäule Am Hof in Wien.

Balthasar Herold (auch Heroldt; ab 1654 Balthasar von Herold; * 27. Juni 1620 (Taufdatum) in Nürnberg; † 11. August 1683 (Begräbnis) in Wien) war ein deutscher Metallgießer sowie Bildhauer. 

## Leben
Balthasar Herold lernte sein Handwerk in der Werkstätte seines Vaters Georg Herold (1590–1632). Während des Dreißigjährigen Krieges soll er im Jahr 1646 gegen die Schweden gekämpft haben. Danach ging er gemeinsam mit seinem Bruder Andreas (1623–1696) nach Warschau, wo er im Dienste des polnischen Königs Johann II. Kasimir bei dem dortigen königlichen Stückgießer arbeitete.
Die frühest datierte Arbeit Herolds ist eine Glocke in Egyhazas-Gellye bei Pressburg, die voll bezeichnet mit dem Zusatz „in Pressburg Anno 1648“ versehen ist. Die letzte aus Pressburg datierte Arbeit ist eine Glocke aus dem Jahr 1653, danach muss Herold nach Wien übersiedelt sein. Nur ein Jahr später wurde er von Kaiser Ferdinand III. in den „Reichs- und Erbländischen Adelsstand“ erhoben, zugleich mit seinen Brüdern Hans Georg, Andreas, Johannes, Wolf Hieronymus und Achatius, die während des Krieges als Büchsenmeister tätig waren. Noch im selben Jahr übernahm Herold den Posten des kaiserlichen Stückgießers mit einer jährlichen Besoldung von 400 fl.
In Wien war Herold in weiterer Folge mit der Herstellung von Glocken, Denkmälern und Epitaphen beschäftigt. Seine Haupttätigkeit lag jedoch mit Sicherheit im Bereich des Stückgießens, also dem Guss von Geschützen für die kaiserliche Artillerie.
Am 11. August 1683, die Zweite Wiener Türkenbelagerung war gerade in vollem Gange, verstarb Balthasar Herold in Wien.

## Werke
Herolds erste Arbeit in Wien war wohl der Guss von fünf Glocken für die Hofkirche St. Augustin (Fertigstellung 1659). Weitere Arbeiten waren die zweitgrößte Glocke der Stiftskirche in Klosterneuburg 1679 und die so genannte „Neue Glocke“ auf einem der Heidentürme des Wiener Stephansdomes. In den Jahren von 1664 bis 1667 schuf Herold im Auftrag von Kaiser Leopold I. seine wohl bekannteste Arbeit, die Mariensäule Am Hof in Wien. 1676/77 goss Herold die Grabplatte der zweiten Gemahlin Kaiser Leopolds I., Claudia Felizitas von Österreich-Tirol mit einer vom Kaiser selbst verfertigten Grabschrift in der Wiener Dominikanerkirche.

## Glocken
Deutschland
- 1694 Glocke in der Kapelle Frickenfelden

Österreich
- 1654 Glocke in der Pfarrkirche Unternalb[4]
- 1656 Glocke in der Pfarrkirche Göllersdorf[4]
- 1658 Glocke in der Pfarrkirche Hürm[5]
- 1666 Glocke der Wallfahrtskirche Maria Bründl in Wilhelmsdorf[4]
- 1669 Glocke der Pfarrkirche Lockenhaus[6]
- 1673 Glocke in der Pfarrkirche Brunn im Felde[4]
- 1674 und 1675 Glocken in der Pfarrkirche Staatz[4]
- 1676 Glocke in der Pfarrkirche Breitstetten[4]
- 1682 Glocke in der Pfarrkirche Hafnerbach[5]

## Museale Rezeption
Mehrere Geschütze, die von Balthasar Herold gegossen wurden, sind heute in den Artilleriehallen des Heeresgeschichtlichen Museums in Wien ausgestellt.